# ウェルかめ
『ウェルかめ』は、2009年（平成21年）度後期放送のNHK連続テレビ小説第81作で、2009年9月28日から2010年3月27日まで放送された日本のテレビドラマである。全150回。NHK大阪放送局制作。脚本は相良敦子。

## 概要
ヒロインは倉科カナで、オーディションで1775人の応募者の中から選ばれた。クランクインは2009年5月、クランクアップは2010年2月18日。
舞台は徳島県美波町を中心として徳島市、阿南市などで、徳島県が舞台の連続テレビ小説は、1980年の第25作『なっちゃんの写真館』以来2度目となる。

## あらすじ
徳島県美波町にあるお遍路宿のヒロイン、浜本波美は、小学6年生のころ、地元の砂浜で懸命に海に向かっていくウミガメの子どもの姿に感動し、その姿に、世界へ向かう自分の姿を重ねた。それから11年後、念願の憧れであったファッション雑誌社『マニフィーク』の編集者として就職。しかし、ひょんなことから雑誌が廃刊になり編集部も解散、波美自身もリストラになってしまう。その後、徳島市の出版社「ゾメキトキメキ出版」の編集者となった彼女は、失敗を繰り返しながらも、温かな家族、個性豊かな社員、友情の熱い親友に励まされ、一歩一歩自分が目指す夢へと突き進んでいくのであった。

## 登場人物

### レギュラー

#### 浜本家
浜本波美 → 山田波美（はまもと なみ → やまだ なみ）
演 - 倉科カナ（幼少期：小酒井円葉）
5月10日生まれ。物語開始時は小学6年生で、学級新聞の記事づくりに夢中になっている。その後、大阪の大学を出て、小学生のときに出会った東京の近藤編集長のファッション雑誌「マニフィーク」の編集部に見習いとして就職をするも、雑誌が廃刊。編集部も解散と同時に仮採用であったことから会社を解雇された。その後、徳島県美波町の実家のお遍路宿の悪評を書いた大阪の出版社に行った際に、偶然そこで会った吉野の勧めで、徳島市内にある出版社「ゾメキトキメキ出版」に再就職した。小さいころに噛まれそうになったことで、ウミガメ嫌いだったが、取材で訪れた沖縄県黒島でウミガメと一緒に泳ぎ、「私もウミガメになりたい」という発言をしたり、その後の雑誌の販売促進でカメの着ぐるみを着たりと、完全にウミガメ嫌いを克服した。恋愛には疎いが、勝乃新が大学卒業と同時に「ゾメキトキメキ出版」のアルバイトを辞めると聞いた辺りからは、勝乃新のことを異性として意識し出すも、大学卒業後に世界放浪の旅に出ると聞き、意を決して眉山へのデートに誘い出すが、高所恐怖症を発動した勝乃新とケンカ別れに終わる。それから2年の歳月が経ち、編集者としての仕事も板についてきたころ、仕事を依頼した憧れのイラストレーター、佐古に好意を寄せられ、仕事上の関係を超えたパートナーとしてパリ行きを打診されて迷うが、帰国した勝乃新と再会し、眠っていた恋心が再燃。佐古の誘いを断り、クリスマスイヴに勝乃新に告白をし、6日後に受け入れられる。最初は勝乃新の試用期間であった。交際開始数か月後にして、勝乃新に対し、衝動的にプロポーズをするも経済的な理由から断られるが、思い直した勝乃新から正式なプロポーズをされ、彼との結婚を決める（婚姻届けの提出日は5月5日）。それからまもなく、「ゾメキトキメキ出版」が解散。編集者の仕事を探しながら、徳島市内の無国籍居酒屋「アルデナイデェ」を経て、地元の美波町の道の駅でのアルバイトで生計を立てることに。それに伴い、勝乃新とともに生活の拠点を徳島市内のアパートから美波町の実家に移す。やがて自らの力で美波町から世界に繋がる編集者になりたいという思いが芽生え、フリーペーパー「みんなMinami（美波）」を発行、それが評判となり、雑誌「ウェルかめ」へと格上げする。それから2年が経ち、その間に勝乃新との間にひとり娘の美春が誕生する。仕事と育児の毎日に追われるが、ある日、勝乃新からロボット研究のためドイツへ2年間留学をしたいと相談を受け、美春とともに付いていく決心をするが、お互いの夢を大事にすることに決め、別居の道を選ぶ。
尚、「波美」という名前は舞台の徳島県美波町の「美波」を逆にして「波美」に名付けたという。
浜本哲也（はまもと てつや）
演 - 石黒賢
波美の父。「テッシー浜本」の通称で知られた元プロサーファー。波美が小学6年生のときに膝のケガを機に引退し、家業のお遍路宿「はまもと荘」を手伝う。その際、勝乃新が小学生時代に「はまもと荘」に宿泊したときに、お礼として置いていったウミガメの木彫り人形を、それからは自分で彫っては、「はまもと荘」の宿泊客におみやげとして「ウェルかめ」人形を手渡している。また、自宅の納屋をリフォームし、サーフショップ「TES-SEA（テッシー）」も経営していたが、客足がなかなか伸びないため、それから十数年後には誰もが気軽に立ち寄れるカフェ「Blue Wave（ブルーウェーブ）」に衣替えした。さらに、子どもたちにサーフィンを教え始めた。そんな中、プロサーファー時代に訪れたタヒチにもサーフショップの支店を出すことを夢見ている。波美と勝乃新の結婚には当初は、勝之進の独特な価値観に難色を示したが、最終的に二人の結婚を後押しした。
浜本加代（はまもと かよ）
演 - 羽田美智子
波美の母。19歳のときに21歳のプロサーファーの哲也と結婚。その後は、「はまもと荘」を切り盛りするおかみさんとして働いている。阿波おどりとなると、誰よりも一番熱くなる。
浜本泰三（はまもと たいぞう）
演 - 芦屋小雁
波美の祖父で、哲也の父。地元の漁師。若いころは、インド洋までマグロを獲りに行っていた。
浜本航（はまもと わたる）
演 - 森永悠希（幼少期：大原光太郎）
波美の歳の離れた弟。波美が小学6年生のときに生まれた。無類のウミガメ好きで、将来は地元のウミガメの保護・研究施設「ウミガメ館」で学芸員として働くことを夢見ている。そのためには、海のことも知っておかないといけないと思い、たまに泰三の漁に同行している。そんな中、いつしか亀園に好意を寄せるも、フリオの登場で失恋。水産高校に進学後は、同級生の涼子と交際している。

#### 波美の同級生（学校新聞部仲間）
中川果歩
演 - 岩佐真悠子（幼少期：金子舞優名）
小学6年生のときに、父親の死により、東京から母親の実家がある美波町に引っ越してきた。その際、波美に近藤のファッション雑誌「マニフィーク」をプレゼントしたことが、その後の波美の進路を決定づけた。大学は徳島の大学の医学部に通い、そのまま大学病院で研修医として働いていたが、綾の次男・宏次郎の出産に立ち会ったことで、数年後、実家の病院を継ぐことになる。「ゾメキトキメキ出版」に再就職した波美が偶然にもアパートの隣人であることが分かってからは、波美の良き相談相手として一役買っている。波美と綾が結婚した後も、それぞれを「浜本」、「笹原」と呼び続けている。波美と勝乃新の結婚式の日に、2人のためにと一生懸命に祝福の演出をする一平を見てから、一平に恋心を抱いている。
笹原綾 → 堺綾
演 - 田中こなつ（幼少期：藤川博歌）
波美の親友。高校卒業後は地元の町役場に勤め、その後、職場の先輩である修二の兄と結婚。結婚後も実家のうどん屋の手伝いをしている。また、結婚してから、波美が果歩にばかり悩みを打ち明けるので、一時、波美と果歩に嫉妬した。しかし、宏次郎の出産を機にその後は2人とは仲良くやっている。長男・宏太郎、次男・宏次郎の2児の母親。
鈴木一平
演 - 武田航平（幼少期：三田村陽斗）
高校卒業後は父・三平の跡を継いで漁師をしており、ローンで新しい漁船を買う。小さいころから波美に一方的な片想いをしており、波美と親しい勝乃新や佐古を勝手にライバル視。後に、波美が勝乃新と結婚すると聞き、波美の両親に波美との結婚を申し込み、更に波美にプロポーズした。しかし、あっさりと断られる。その後、果歩から愛の告白を受けるが、それをなかなか受け入れられない。だが、ほどなくして、今度は自分から果歩に告白をする。
堺修二
演 - 杉森大祐（幼少期：古澤健）
実家の農家を継いでいる。兄の一宏は綾と結婚。綾が実家のうどん屋を手伝えないときには、代わりに手伝っている。
桝井佑介
演 - マシンガントーク園（幼少期：白川裕大）
教師をしている。
原田正則
演 - 野田裕成（幼少期：中西一志）
大阪の百貨店に勤めている。

#### 美波町の人々
鈴木三平
演 - 嶋大輔
一平の父で、地元の漁師。哲也とは古いケンカ友達だが、浜本家に出入りし、「はまもと荘」や泰三の漁の手伝いをしたりと、何かと浜本家の世話を焼いている。
笹原フミ
演 - 未知やすえ
綾の母。18歳で結婚し、23歳で綾を出産。翌年には夫を亡くし、それ以降、ひとりでうどん屋「笹原」を切り盛りしてきた。噂話が大好きで、人に言いふらすという欠点がある。
中川龍一
演 - 西園寺章雄
果歩の祖父。「中川総合病院」を開業していて、病院での診察はもちろん、往診に出かけることもある。
小林新二
演 - 関秀人
哲也、三平の友人。
堺武史
演 - 藤本幸広
哲也、三平の友人。一宏と修二の父でもある。
津田洋
演 - 中原裕也
宮沢将太
演 - ドヰタイジ
哲也と黒磯のサーフィン仲間。
嶋田昭夫
演 - 国木田かっぱ
哲也、三平の友人。地元で酒屋を営んでいる。娘がいる。
堺一宏
演 - 須田邦裕
綾の夫で、修二の兄。元々は地元の町役場に勤めていたが、綾と結婚し、綾のお腹の中に2人目の子どもが宿ったときに実家の農家を継ぐようになる。
鈴木花子
演 - 押谷かおり
三平の妻で、一平の母。
堺和子
演 - 藤吉美加
武史の妻で、一宏と修二の母。
原田千鶴子
演 - 宮川サキ
正則の母。香川県出身。実家は金刀比羅宮の近くでみやげ物店を経営している。夫の仕事は木材工。子どもの独立を機に、道の駅「美波」でパートとして働いている。波美が製作した美波町のフリーペーパー「みんなMinami（美波）」創刊号（8月号）の表紙を飾った。

#### ウミガメ館
伊崎光男
演 - 温水洋一
「ウミガメ館」の館長。亀園のことが好きで、フミが持ってくる縁談の話はすべて断っている。第14週で、スペイン語が得意なことが判明し、主要人物たちに驚かれる。
亀園由香
演 - 松尾れい子
東京出身の学芸員。第4週登場時、29歳。大学卒業後、一度OLを経験。その後、水族館で出会ったウミガメに感動して、水産大学に入り直し、転職。人付き合いが苦手であるため、東京などの都会を避ける傾向にある。そんな中、マレーシアの国際学会で知り合ったメキシコ人のウミガメ研究者と「ウミガメ館」で再会。彼の研究に触発されて、メキシコへ移ることになる。
高岡
演 - 高見健
「ウミガメ館」の職員。

#### ゾメキトキメキ出版
吉野鷺知
演 - 室井滋
毎月1日発売の徳島の情報誌「Hot-Shin（発心）」などを発行している出版社の社長兼編集長。波美のことを「浜ちゃん」と呼んでいる。大学卒業後は、大阪の出版社で働いていたが、3年で退社（そのとき初めて取材したのは、「阪神タイガース優勝でファンが道頓堀へ飛び込んだ!」だった）。徳島に戻り、会社を立ち上げた。実は同じ職場にいるロベルトと夫婦。波美が勤めて3年、ライバルの出版社に広告スポンサーを奪われ、経営が立ち行かなくなり、会社を解散。解散後はロベルトとともに会社の再建をはかっていたが、2年もかからずメドが立ち、編集部員を再結集させるが、自ら雑誌を立ち上げたい波美に対しては誘わず、助言を与えるにとどめている。
勅使河原重之
演 - 益岡徹
新人泣かせの副編集長。生まれは東北。母方は九州の人。7人も息子がいる。キャリアのスタートはアメリカ・ニューヨークの雑誌（そのとき初めて取材したのは、「ニューヨークの地下鉄の落書き!」だった）。吉野とほかの編集部員からは「重さん」、もしくは「副編」と呼ばれている。波美が「ゾメキトキメキ出版」に勤めて3年目の秋から半年間、ニューヨークで出版社を経営している友達が病気と知り、その手伝いで日本を離れた。「ゾメキトキメキ出版」解散後は、大阪の出版社へ。
須堂啓
演 - 坂井真紀
編集部員。苔マニア。バツイチで、ゆずというひとり娘がいる。元々は郵便局員だったが、吉野の取材を受け、それが縁となって転職した。15週で自身のエッセイをもとにした単行本を出版した。「ゾメキトキメキ出版」解散後は、一時、鳴門市の骨とう屋で働いた。波美の相談相手のひとり。
友近聡
演 - 正名僕蔵
編集部員。第2週登場時では、独身で、職場にはいつも自分で作った昼食用の弁当を遊山箱に入れて持ってきていたが、その後、結婚して子どもにも恵まれる。第15週でうどん笹原の日帰り取材で美波町を訪れたが、不審者と間違えられたあげく哲也たちに飲まされ、結局波美の実家で一泊した。「ゾメキトキメキ出版」解散後は、妻の実家が経営するスーパーで、食品売り場の係長となった。その場の空気を読めない上、笑いのツボもどこか人とはズレている。ひとりだけいつもきっちりとスーツを着込んでいる。
ロベルト
演 - レオナルド・ベヌッチ
ミラノ出身のイタリア人の編集部員。本名はロベルト・マンツォーニ。実は編集長である吉野とは夫婦で、30歳のときに、イタリアに旅行に来たひと回り年上の吉野と結婚。実家はパン屋。「Hot-Shin（発心）」などでは、吉野に美的センスをかわれて、レイアウトなどのデザインを担当している。また、「人生は愛、記事も愛」をモットーにしている。波美の初めての記事が「Hot-Shin（発心）」に載った直後に、波美のことを「かめ子」と命名。それ以降、勅使河原や友近、勝乃新と一緒に「かめ子」と呼んだりすることもある。
山田勝乃新
演 - 大東俊介（幼少期：福島快利）
波美の夫で、波美より1つ年下。大阪出身。世間の常識に囚われることを嫌い、皮肉屋でかなりマイペースな性格ゆえに周囲から「変人」、「宇宙人」扱いされることも少なくない。極度の高所恐怖症。小学5年生のときにひとり旅でウミガメを観に訪れた美波町で波美と知り合い、「はまもと荘」に一泊する。その後の交流は一切なかったが、11年後、徳島の大学生となった勝乃新は、スケートボードを片手にお遍路中、就職の内定を断り、自己嫌悪のあまり帰りのバスを途中下車し泣いている波美と偶然再会し、いがみ合いながらも一緒に歩く羽目になる。その後、学業の傍ら「ゾメキトキメキ出版」でアルバイトをしていたところに波美が再就職し、同僚になる。当初は、波美とことあるごとに衝突し合うも、次第に打ち解け、勝乃新の優しさに触れた波美から好意を寄せられるが、その想いに気付かぬまま大学卒業後にあてのない世界放浪の旅に出た。1年半後、世界放浪から帰ってきてからは大学院に進学し、本格的にロボット工学の研究者としての道を歩みだし、研究の合間を縫って、「アルデナイデェ」でアルバイトを始める（ちなみに、旅のお土産として、「ゾメキトキメキ出版」の編集部員には各国のキーホルダーと質素なものを渡したのに対し、波美にはリュックの大半をとるほどの25個入りの大きなカメのマトリョーシカを買ってきた）。その後、勝乃新への想いに気付いた波美に告白されるも、波美と佐古の親密な様子を見て、てっきり恋人同士だと思い込んでいたために混乱し、波美を置き去りにして数日間行方をくらますも、彼女の前に再び姿を現し、お互いの好意が本物かどうかを試したいと「お試しデート」を提案する。その間に真彩や一平に妨害されるなどの紆余曲折の末に、大雨で停電になった「アルデナイデェ」で一夜を共に過ごし、2人の想いが一つになる。第16週で、実家がお寺だと判明。また、父とは思春期のころから不仲だったが、波美の仲立ちで父との仲を修復することができたことにより、2人の距離はさらに縮まり、波美との結婚を決意するも、あまりに独特な勝乃新の結婚観に哲也の許しがなかなか得られなかったが、加代たちの後押しもあり無事に結婚の承諾を得る。なお、住まいは、大学生のときは徳島市内で下宿。世界放浪後から波美と結婚するまでは、アパートでひとり住まい。波美と結婚してからは、波美のアパートでの同居を経て、現在は美波町の波美の実家で暮らしている。家計を少しでも楽にしようと、一時はパソコンの修理のアルバイトも掛け持ちしたり、料理が不得意な波美のために代わりに作ってあげたりと、良き夫ぶりを発揮。結婚前に比べ性格が常識的かつ柔和になった。

#### 徳島市の人々
マスター
演 - チャーリー浜
「ゾメキトキメキ出版」の編集部員らがよく利用する「アルデナイデェ」のマスター。吉野が「ゾメキトキメキ出版」を設立したころから、何かと「ゾメキトキメキ出版」を応援している。
バイトの山田
演 - みよっさん
第8週登場時、勝乃新の後に入った「ゾメキトキメキ出版」のアルバイト。編集部の先輩から「（任せると）余計に無理」、「あれでも戦力のひとり」などと言われるなど仕事ができない。一方で、食べ物には執着心が強い。そのため、後に「アルデナイデェ」のアルバイトに移ることになる。
清州四朗
演 - あがた森魚
徳島工科大学システム工学科の教授。勝乃新が高校生のときに出場したロボコンで、すでに知り合っていた。第19週から登場。
菊池伸洋
演 - 井之上チャル
徳島工科大学システム工学科清州研究室の助教。第19週から登場。
蔵本直毅
演 - 中村大輝
第19週登場時では、勝乃新より2年先輩の清州研究室の大学院生だが、大学生のときは同期（勝乃新が世界放浪していたため、学年が変わった）。ハイパーレスキューロボットを開発中。
野村晋一郎
演 - 和泉大輔
勝乃新と同期の清州研究室の大学院生。第19週から登場。

#### その他
近藤摂子
演 - 星野知子
波美が最初に勤めたファッション雑誌「マニフィーク」の編集長。雑誌が廃刊となり、編集部が解散すると同時に自ら辞職した。その後、エジプトやチュニジアをゆっくりとひとり旅。帰国後は、主に講演会活動を行っている。それから2年半後、東京で新たなファッション雑誌「IROHA（色葉）」の会社を立ち上げることになり、波美に一緒に来てほしいと頼むが、断られる。その際、波美に会うたびに夢を叶えることの大切さを説いた。美波町出身。
黒磯雅美
演 - 青木伸輔
徳島市出身の元プロサーファー。アメリカのロサンゼルスで5年間、ボードシェイピングの技術を学んだ後、美波町の隣町でサーフショップを経営している。なお、ライバル視していた哲也を自分のサーフショップに呼んで、ボードシェイピングの技術を教えた。そのことで、哲也と仲良くなり、その後も何かと哲也の良き相談相手になっている。第9週から登場。
佐古きよし
演 - 長塚圭史
大阪を拠点に活躍している、徳島市出身のイラストレーター。波美の紹介で、「Hot-Shin（発心）」ではイラストとエッセイを担当している。波美に対して好意を持っている。仕事の関係でフランスのパリへ行くことになり、25歳の波美に一緒に行ってほしいとプロポーズをするが、断られてしまう。第8週から第12週にかけて登場。
山田真彩
演 - 山下リオ
勝乃新のいとこ。大阪の大学に通っているが、高校2年生まで徳島に住んでいたので、ちょくちょく徳島へ遊びに来ている。すぐに嘘をつく癖があり、好意を寄せる勝乃新と波美の仲を引き裂こうとした。第1４週から第15週にかけて登場。
山田武蔵
演 - 国広富之
勝乃新の父。平日は住宅販売会社のサラリーマンとして、土曜日と日曜日は婿入りした弘子の実家のお寺で僧侶として働いている。寡黙で、堅物な面がある。第16週、第18週に登場。
山田弘子
演 - 石野真子
勝乃新の母。不整脈の持病を持っている。大学では心理学を学んだ。何かと話し好き。マイペースなところは、勝乃新にそっくり。第16週と第18週、第22週に登場。
矢口茂太
演 - 佐々木卓馬
千葉県出身。28歳。大学卒業後、フリーターとして働いていたが、一平が公募にかけた美波町漁業後継者育成プロジェクトに参加。一平の弟子となる。漁師の仕事が思いのほか大変だと知って一度は実家に帰ろうとしたが、一平の熱い思いを聞いて思い直す。名前は「しげた」だが、一平が「もんた」と読み間違えたことで、一平とその周辺の人々では「もんた」と呼ぶことの方が多い。最初は大人しく口数の少ない性格だったが、徐々に明るい性格になり、よく喋るようになる。美波町に移り住んで3か月後には彼女ができる。第19週から登場。
吾妻好之
演 - 江良潤
美波町にある道の駅「美波」の駅長。東北出身。幼いころから、全国を転々。「アルデナイデェ」で偶然知り合った波美に、自分の人生経験などを語って聞かせたことで、「ゾメキトキメキ出版」解散後の波美の人生を大きく変えるきっかけを作った。駅長には、公募で選ばれた。趣味はサックス演奏。第21週から登場。
桂先生
演 - 海原はるか
波美が小学6年生のときの担任。浜辺でかつらが飛んでしまったところを、学級新聞の取材をしていた波美にスクープされる。
MC
演 - U.K.
波美が小学6年生のときに行われた地元の美波町のサーフィン大会「第10回四国ファイアレットカップ」のMC。
大会役員
演 - 柳沼周平
「第10回四国ファイアレットカップ」の大会役員。
サーフショップ店員
演 - 岡大介
美波町のサーフショップ店員。
看護師
演 - 綾川文代 ※第3週にも登場
「中川総合病院」の看護師。
客
演 - 妹尾米子
「第10回四国ファイアレットカップ」開催日に、哲也と道の駅に一緒にいた客。
お寺の人
演 - 桂吉弥 ※第13週にも登場
薬王寺の僧侶。
阿波おどりの係
演 - 春村哲祥、熊庄正樹
波美が小学6年生のときに参加した阿波おどりの係。
アシスタント
演 - 嶋田真理
近藤が出ていたテレビ番組のアシスタント。
アナウンサー
演 - 大西清比古
近藤が出ていたテレビ番組のアナウンサー。
秘書
演 - 原尚子
近藤の秘書。
司会者
演 - 山﨑千惠子
美波町での近藤の講演会の司会者。
観客
演 - 川人真紀子、北野小百合
美波町での近藤の講演会の観客。近藤に質問した。
受付
演 - 秋山佳子 ※第3週にも登場
「中川総合病院」の受付。
カメラマン
演 - 柄谷吾史
「マニフィーク」のカメラマン。
モデル
演 - マチルダ
「マニフィーク」のモデル。
人事室員
演 - 川西聡雄
「マニフィーク」の人事を担当。波美にクビを通達した。
上司
演 - 安村進平
「マニフィーク」での波美の上司。
先輩
演 - 多田実喜 ※第2週にも登場
「マニフィーク」での波美の先輩。
店員
演 - 吉田慧
波美が携帯電話で服の写真を撮ろうとしたブティックの店員。
出版社人事
演 - 立川貴博、山本香織
別の出版社人事
演 - 金谷克海
東京の出版社の人事担当。
漁師
演 - 二神健吾、武原広幸、工藤雅彦 ※二神は第3週、武原は第3週-第4週にも登場
美波町漁業組合の漁師。
編集者
演 - 炭釜基孝
別の出版社の編集部の男性
演 - 森下じんせい
東京の出版社の編集者。波美が再就職のため企画書で売り込みを図るも、断る。
商工会長・丸山
演 - 南条好輝
美波町商工会長。波美の再就職を斡旋した。
福田銀蔵
演 - 板東英二 ※第17週にも登場
波美が商工会長の口利きで紹介された就職面接先、鳴門金時を使った大学芋を主力商品とする鳴門市の会社「なる金」の社長。面接に来た波美が結局採用を断ったことで激怒する。それから3年近く経ち、旧知の吉野の「ゾメキトキメキ出版」で、波美と再会。波美との昔の件で、「Hot-Shin（発心）」のスポンサーになる話を一度は断ったが、その後、波美から送られてきた丁重な手紙を読んで、考えを改めるとともに、波美の成長を大いに喜んだ。
店主
演 - 小笠原町子
お遍路中の勝乃新に対して、納め札を納めた。
おばさん
演 - 田内和代
お遍路中の波美と勝乃新に、軽トラックの助手席からみかんを接待した。
編集者
演 - 金替康博
大阪の出版社の編集者。ネットでの批評を元に、お遍路宿ランキングの本を出版していた。
書店員
演 - や乃えいじ
徳島市の書店の店員。
遍路客
演 - 茶谷良明
「はまもと荘」に泊まったお遍路客。
サーファー
演 - 近藤礼崇
美波町で哲也と一緒にサーフィンをする。
アルバイト
演 - おねだり豊 ※第4週・第6週・第8週にも登場
「アルデナイデェ」のアルバイト。
柏崎久嗣
演 - 山本直匡 ※第4週にも登場
勝乃新が取材した古民家再利用建築家。
サーファー客
演 - 米田良、上村剛史、辞本直樹 ※米田と上村は第12週にも登場
哲也が美波町で一緒にサーフィンをし、自分のサーフショップと「はまもと荘」に招いた客。
青年
演 - 石橋寛仁、大橋天吾
哲也のプロサーファー時代を知らない青年。
パン屋店長
演 - 旭屋光太郎
波美が啓の取材に同行した徳島市の「元祖ソースうどんパン」のパン屋の店長。
藤原ダン清彦
演 - 中川浩三
マイケル・ブラッドリー
演 - スコット
アメリカ・ロサンゼルスを本社とするサーフィンボードのメーカー「フリークレスト」の日本支社員と言って、哲也に特製Tシャツを買わせた詐欺師。
船田豊
演 - 山本亨
松本虎夫
演 - 平手嶺佑
黒島の「ウミガメ・ラボ黒島」の研究員。
漁師
演 - 藤木勇人
黒島の漁師。
民宿のおばぁ
演 - 吉田妙子 ※第6週にも登場
波美が亀園の取材で、友近が休暇で泊った黒島の民宿のおばぁ。
林
演 - 川下大洋
黒島にやってきたハブの研究者。
須堂ゆず
演 - 花田優里音
啓の娘。
書店店長
演 - 安部潮 ※第7週にも登場
「Hot-Shin（発心）」を販売している徳島市の書店の店長。
役場の人
演 - 竹本翔之介
一宏と綾が働いていた役場の人。
佐藤さつき
演 - 桝岡明
航が小学生のときに好きになった同級生。
客
演 - 辞本直樹
サーファー
演 - 朝枝知紘
哲也のサーフショップの客。
西口マサエ
演 - 新海なつ
泰三の初恋相手。当時は神奈川県三浦市で野菜などを売っていたが、その後結婚して、徳島市へ。そこで豆腐屋を営んでいる。
小野弥生
演 - 岡本五月 ※第10週にも登場
徳島西高校の速歩部の1年生部員。波美が取材し、掲載した「Hot-Shin（発心）」を読んで、自分に自信を持てるようになった。
平石愛
演 - 今西彩
徳島西高校の速歩部の1年生部員。徳島県内で行われた速歩の高校生大会に初めて出場し、見事6位入賞を果たす。
娘
演 - 小塚舞子
三平の頼みで、小林が一平のお見合い相手にと、うどん屋「笹原」に連れてきた隣町の知り合いの娘。保育士をしている。
教諭
演 - 三谷昌登
速歩大会の記録員を務めた徳島の高校の教諭。
小野玄助
演 - 芝本正 ※第10週にも登場
弥生の祖父。弥生も呆れるほど頑固で厳しい性格。「Hot-Shin（発心）」に載った弥生の記事を読んで、彼女が傷ついたと思い込み激怒。弥生の話も聞かず「ゾメキトキメキ出版」に抗議をするも、弥生の本当の気持ちを知って、逆に感謝をする。
弥生の祖母
演 - 藤田千代美
弥生の祖母で、玄助の妻。
カトリーヌ
演 - マリー＝ピエール・リコー
「はまもと荘」に泊まったパリジェンヌのお遍路客。宿泊中は哲也にフランス語を教える。
甲斐
演 - 島田一の介
「はまもと荘」に泊まったお遍路客。
勅使河原和之
演 - 興津正太郎 ※第24週にも登場
勅使河原重緒
演 - 稲田賢人 ※第24週にも登場
勅使河原の息子たち。友人の出版社の手伝いに、ニューヨークへ旅立つ勅使河原の見送りのため、「ゾメキトキメキ出版」にやってきた。また、第24週では、勅使河原とともに、「はまもと荘」に泊まった。
お遍路客
演 - 円藤さや、井上竜夫、中山美保、柳川昌和
加代がぎっくり腰で動けなくなったときに、「はまもと荘」に泊まったお遍路客。
宿泊客
演 - 南保歩
「日和佐八幡神社秋まつり」初日に「はまもと荘」で一時コンタクトレンズをなくす宿泊客。
男
演 - 北川肇
佐古のパリでの仕事関係の出版社員。
店の人
演 - 川浪ナミヲ
波美が「Hot-Shin（発心）」のクリスマスデート特集の取材で勝乃新と訪れたレストラン「ABABAI」の店員。後日、2人にそれぞれクリスマスのディナー招待券をプレゼントした。
先輩
演 - コッセこういち
勝乃新の徳島工科大学清洲研究室の先輩。
助産師・沢口
演 - 朝比奈潔子
助産師の資格も持った「中川総合病院」の看護師長。「はまもと荘」で綾の次男・宏次郎を取り上げた。
フリオ・フェルナンデス
演 - アルベルト・アジョン ※第15週・第24週-最終週にも登場
メキシコ人の海ガメ研究者。伊崎と亀園とは知り合い。日本の海ガメの産卵地の現状を調査していて、徳島にいるときには「はまもと荘」に泊まった。その後、亀園を連れてメキシコへ戻っていった。
須堂ゆず
演 - 古和咲紀 ※第20週・第24週にも登場
啓の娘。波美と勝乃新が付き合っていることを啓よりも早く察知した。
小堺庄司
演 - 日野陽仁 ※第17週・第19週にも登場
徳島市の出版社「H&E出版」の社員。啓を引き抜こうとした。
チカ
演 - 澤田祐衣
涼子
演 - 門脇日菜
真彩の徳島の親友。高校生のときは金魚すくいクラブに所属していて、そのとき波美に取材されていた。
小竹澄子
演 - 絵沢萠子
「はまもと荘」に泊まったお遍路客。息子の供養のために、喜美子とともに四国をお遍路していたが、何かと喜美子とは反りが合わず、美波町で喜美子と別行動をとる。しかし、哲也たちの計らいで、どうにか喜美子との仲が修復した。
小竹喜美子
演 - 楠見薫
澄子の息子の嫁。
漁師
演 - 加治春雄、佐藤浩、小松健悦
美波町漁業組合の漁師。
客
演 - 及川達郎、桑原良二
「アルデナイデェ」で行われた「Hot-Shin（発心）」の広告スポンサー説明会に出席した客。
花見龍治
演 - 楠年明
「Hot-Shin（発心）」の広告スポンサーとなっている大手和菓子屋「花桃堂」の7代目社長兼会長。
城島一
演 - 瀬川亮 ※第21週にも登場
波美が26歳の年に、全面フルカラーの情報誌「TokuJoh（トクジョー）」を発行し始めた「H&E出版」の20歳代の社長。世界的にも名が知られた東京の広告代理店「ホクシン堂」で経験を積んだ後、地元の徳島へ戻って、「H&E出版」を設立。「TokuJoh（トクジョー）」が大ヒットしたことで、マスコミにも大々的に取り上げられた。その後、吉野に「H&E出版」との吸収合併の話を持ちかけてきた。また、「ゾメキトキメキ出版」解散後、波美が再就職が見つからないことを知り、自分の会社への就職を勧めた。
花見喜一
演 - 伊藤えん魔 ※第20週にも登場
龍治の娘の夫で、「花桃堂」の8代目社長。広告スポンサーを「TokuJoh（トクジョー）」へ替えようとして、吉野に、「Hot-Shin（発心）」の見出し広告の拡大や、自社製品の通信販売の取り扱いなどの無理難題をふっかけてきた。
斎藤紀子
演 - 河東けい
波美が取材した、90歳で現役のすだち農家。10年前に夫は亡くなり、子どもたちも独立していて、誰も後継者がいない。夫が生前語っていたという連理の枝の話は、波美をはじめ、「ゾメキトキメキ出版」の編集部員全員をうならせた。
出版社の人
演 - 福寿淳
「ゾメキトキメキ出版」解散後、波美が再就職の面接に訪れた神戸の出版社の社員。これから大阪、神戸、徳島、香川の食い倒れ情報誌を発行しようと考えており、その編集部員を探していた。
駅長
演 - 山本弘
道の駅駅長会の会長。吉野とは旧知の仲。
咲江
演 - 路井恵美子 ※第23週・最終週にも登場
道の駅「美波」に自家製の佃煮を出荷している年配の女性。両親はともに漁師。最終週で登場した雑誌「ウェルかめ」創刊号（5月号）の記事によれば、姓は片山。
お遍路1
演 - 中西弘子
お遍路2
演 - 末永直美
道の駅「美波」を訪れ、波美にウミガメ館から浜辺への行き方を聞いたお遍路客。
町の人
演 - 草木宏之
道の駅「美波」を訪れ、吾妻に、今度、自分の店で出す予定のクッキーを置いてもらえるかどうかを聞いた美波町の人。
おじいさん
演 - 結城市朗 ※第23週にも登場
猫が道の駅「美波」前に来ていると、道の駅「美波」のスタッフに話をするおじいさん。
高木允道
演 - 西村和彦
「はまもと荘」に泊まったお遍路客。加代の徳島南高校時代の2つ年上のあこがれの先輩。大学進学以来、ずっと東京。妻子がいる。以前、新聞社に勤めていたこともあり、哲也に若者が集まりやすいカフェの開店を助言した。また、波美に夢を諦めなければ、またいつか編集の仕事ができることも話した。
新山春菜 → 矢口春菜
演 - 杉岡愛子 ※第24週 - 最終週にも登場
スーパーの娘。矢口を見初め、付き合うことに。最終週では、矢口と結婚し、お腹の中には子どもがいることが判明。
川村直生
演 - 瀬川菊之丞
大阪の民間会社「いきいき町づくり研究所」の地域活性化プロジェクトチームの一員。美波町も活性化させようと、哲也に近づき、哲也をリーダーに。しかし、それは大阪で次の選挙の準備をしている人のためだということが判明し、哲也は一度引き受けたリーダーを辞退する。
久米
演 - 竹下眞
道の駅「美波」にやってきたベテランお遍路客。
友近真子
演 - あだち理絵子
友近の妻。友近と娘と3人で「はまもと荘」に泊まった。
遍路客
演 - 重光萬石
道の駅「美波」を訪れたお遍路客。
スポンサー
演 - 阪東浩考
「Blue Wave（ブルーウェーブ）」で波美から雑誌「ウェルかめ」のコンセプトを聞く広告スポンサー。
印刷会社の男
演 - 谷口知輝
雑誌「ウェルかめ」の印刷会社「ハナヤマ印刷」の社員。
お客さん
演 - 志垣ふみえ
道の駅「美波」の客。
志織
演 - 小南希
雑誌「ウェルかめ」の編集部員。
涼子
演 - 大濱絵梨香
航の水産高校3年の同級生の彼女。フグに興味を持っている。

## スタッフ
- 作 - 相良敦子[2]
- 音楽 - 吉川慶[2]
- 主題歌 - 「あの子の夢」
  - 作詞・作曲 - AIKO、歌 - aiko（ポニーキャニオン）
- 語り - 桂三枝[2]
- 副音声解説 - 松田佑貴
- 撮影協力 - 徳島県、徳島県美波町、徳島市、沖縄県竹富町、徳島県ロケーションサービス
- ウミガメ監修 - 亀崎直樹
- ウミガメ指導 - 若月元樹
- ロボット監修 - 加藤直三
- ロボット指導 - 鈴森康一
- サーフィン指導 - 千葉公平
- 阿波おどり指導 - 山田実
- サックス指導 - 古谷光広
- 写真指導 - 藤原晋介
- 木彫指導 - 渡辺二笙
- 遍路監修 - 畠田秀峰
- 遍路指導 - 今川泰伸
- 医事指導 - 西谷昌也、荻田ゆかり
- 仏事指導 - 辻見覚彦
- タイトル制作 - 合田経郎
- 徳島ことば指導 - 谷口知輝、阪東浩考
- 大阪ことば指導 - 田中恵理
- 沖縄ことば指導 - 藤木勇人
- 青森ことば指導 - 高柳葉子
- フランス語指導 - 三波悠、御輿倫己
- スペイン語指導 - 小畑幸子
- イラスト - ナカムラタツヒロ
- 資料提供 - 田中雄二
- 制作統括 - 六山浩一
- プロデューサー - 菓子浩
- 美術 - 藤井俊樹、西村薫、小澤直行
- 音響効果 - 菅野秀典、武生壮史、井上直美
- 編集 - 江川雅美
- ＴＤ - 川本光則、江川治朗
- 撮影 - 大須賀弘之、松本剛
- 照明 - 吉本和信、池邊亮一
- 音声 - 深田次郎、若島勲、佐藤善次郎、藤善雄、田中高晴、金丸毅
- ＶＥ - 松下裕樹、土井紀佳
- 記録 - 小林澄枝
- 演出 - 田中健二、中島由貴、田中正、大原拓、櫻井壮一、桑野智宏、末永創、橋爪紳一朗
- エキストラ - 舞夢プロ、キャストプラン、グレース、劇団東俳、日本芸能センター

## 放送日程
| 週                                                                  | 回        | 放送日                    | サブタイトル                 | 演出              |
| ------------------------------------------------------------------- | --------- | ------------------------- | ---------------------------- | ----------------- |
| 1                                                                   | 01 - 06   | 2009年09月28日 - 10月03日 | 憧（あこが）れは海をこえ     | 田中健二          |
| 2                                                                   | 07 - 012  | 10月05日 - 10月10日       | 波にもまれて、どこへやら？   | 田中健二          |
| 3                                                                   | 013 - 018 | 10月12日 - 10月17日       | 心にハ・ヘ・ホ？             | 中島由貴          |
| 4                                                                   | 019 - 024 | 10月19日 - 10月24日       | 初めて会（お）うた謎の人     | 中島由貴          |
| 5                                                                   | 025 - 030 | 10月26日 - 10月31日       | 海ガメになりたい!?           | 中島由貴          |
| 6                                                                   | 031 - 036 | 11月02日 - 11月07日       | 心のコンパス                 | 田中正            |
| 7                                                                   | 037 - 042 | 11月09日 - 11月14日       | これってトキメキ…？          | 田中正            |
| 8                                                                   | 043 - 048 | 11月16日 - 11月21日       | 青春のまつりじゃ！           | 大原拓            |
| 9                                                                   | 049 - 054 | 11月23日 - 11月28日       | 大人の気分で!?               | 大原拓            |
| 10                                                                  | 055 - 060 | 11月30日 - 12月05日       | 忘れかけてたこと…            | 櫻井壮一          |
| 11                                                                  | 061 - 066 | 12月07日 - 12月12日       | あっちもこっちも             | 中島由貴          |
| 12                                                                  | 067 - 072 | 12月14日 - 12月19日       | ほんまの気持ち               | 田中正            |
| 13                                                                  | 073 - 078 | 12月21日 - 12月26日       | うちにできること             | 櫻井壮一          |
| 14                                                                  | 079 - 084 | 2010年01月04日 - 01月09日 | ファンはライバル!?           | 大原拓            |
| 15                                                                  | 085 - 090 | 01月11日 - 01月16日       | 雨降って、ちょっとかたまる   | 桑野智宏          |
| 16                                                                  | 091 - 096 | 01月18日 - 01月23日       | シークレット親子             | 田中正            |
| 17                                                                  | 097 - 102 | 01月25日 - 01月30日       | 早すぎた!? プロポーズ        | 大原拓            |
| 18                                                                  | 103 - 108 | 02月01日 - 02月06日       | これがうちらの波や！         | 中島由貴          |
| 19                                                                  | 109 - 114 | 02月08日 - 02月13日       | そこに、夢がある             | 田中正            |
| 20                                                                  | 115 - 120 | 02月15日 - 02月20日       | ゾメキ解散!?                 | 大原拓            |
| 21                                                                  | 121 - 126 | 02月22日 - 02月27日       | 道に出会えば、誰かとつながる | 末永創            |
| 22                                                                  | 127 - 132 | 03月01日 - 03月06日       | 海ガメ、浜へ帰る             | 大原拓 橋爪紳一朗 |
| 23                                                                  | 133 - 138 | 03月08日 - 03月13日       | 今までと、違ってみえたとき   | 末永創            |
| 24                                                                  | 139 - 144 | 03月15日 - 03月20日       | 浜にあがった、はじめの一歩   | 中島由貴          |
| 25                                                                  | 145 - 150 | 03月22日 - 03月27日       | 夢のはじまり                 | 中島由貴          |
| 平均視聴率13.5%（ビデオリサーチ調べ、関東地区・世帯・リアルタイム） |           |                           |                              |                   |

## オープニング
オリジナルキャラクター、アカウミガメの「かめっ太」が海から上がり、旅に出て階段を上り、電車に乗り、電車を降りた後に街などを歩き、写真を撮ったり、疲れたりなどしながら、最終的に山の頂上へ登り眼下の海を眺めるというストーリーの、ほのぼのとしたアニメになっている。
かめっ太のキャラクターデザインは、『どーもくん』や『こまねこ』を手掛ける合田経郎がデザインを担当している。

## エンディング
エンディング5秒は、徳島の美しい外観の写真を一般募集し紹介され未採用の写真は、NHK徳島放送局 徳島ええとこ撮りに掲載される。
| 徳島の海              | アカウミガメ（美波町・大浜海岸）、アイランドホッピング（牟岐町・大島）、だるま朝日（牟岐町・古牟岐）、大浜海岸と子亀（美波町・大浜海岸）、シーカヤック（海陽町・竹ヶ島）、スウェル（うねり）（海陽町・大手海岸）、ずっと一緒に。。。（美波町・田井ノ浜）、千羽海崖を望む（美波町・えびす洞展望台）、渦潮（鳴門市・鳴門海峡）、海の思い出（阿南市・北の脇海水浴場）、修学旅行でサーフィン（海陽町・宍喰ビーチ）、地引網（阿南市・中林町）                                        |
| 徳島でチャレンジ!     | 激流に挑戦（三好市・大歩危）、とくしまマラソン（石井町・吉野川沿い）、家族で川遊び（美波町・日和佐川）、杉の一本乗り（那賀町・木頭）、登りきりました!（海陽町・轟の滝）、サンライズ・シーカヤック（美波町・大浜海岸沖） |
| 徳島でハッとしました! | 橋の上にもカメ!（美波町・日和佐川）、鯉まつり（阿南市・加茂谷）、緑に包まれて（海陽町・轟九十九滝）、一ノ森の夜明け（美馬市）、ロウソクの灯まつり（美波町・日和佐川） |
| 進め!徳島の"道"       | 黒沢湿原（三好市）、自転車小旅行（海部川）、田んぼと線路（阿南市）、かずら橋（三好市・東祖谷）、大川原高原（佐那河内村）、出羽の町並み（牟岐町） |
| 徳島で咲く            | 薬王寺の桜（美波町）、オンツツジ（吉野川市・山川町）、眉山 やすみか雲か（徳島市）、ひまわり躍如なり（阿波市・市場町）、藤の寺・童学寺（石井町）、レンコンの花（徳島市） |
| おとめ心と阿波の空    | 眉山より（徳島市）、阿波おどりヨットレース（徳島港沖）、上空500メートル（鳴門市）、終わらない夏（海陽町・海部川）、輝くオレンジ（徳島市・吉野川）、名月と日和佐城（美波町） |
| 徳島の祭りじゃ!       | うかれて!阿波おどり（徳島市）、日和佐の秋祭り（美波町）、一所懸命（徳島市）、あばれみこし（吉野川市）、阿波おどり（徳島市）、阿南の夏まつり（阿南市） |
| 阿波ふしぎ!絵のような | 阿波葉連干（美馬市・脇町）、棚田の朝（三好市・井川町）、千年サンゴ（牟岐町・大島）、鶴林寺の山門（勝浦町）、潜水橋（美馬市・脇町）、整列!（阿南市）、崖の上の…（三好市）、のりの養殖の支柱（吉野川河口）、しだれ桜（つるぎ町貞光）、川の夕日（吉野川市 川島町）、夏の出羽島（牟岐町）、鳴門絶景（鳴門海峡）、白銀の塩塚（三好市 塩塚高原）、夏の透明な…（牟岐町）、夏の落合（三好市・東祖谷）、眉山の夕暮れ（徳島市）、静かなる木漏れ日（那賀町）、渓谷を泳ぐ（三好市・大歩危） |
| 美波の南でパチリ!     | 海（海陽町 宍喰）、笹無谷トレッキング、お魚と遊ぼう、鞆浦漁港、冷滝リバートレッキング（海陽町）、水床湾シーカヤック（海陽町 穴喰） |
| 徳島でスマイル!       | 少年たちの夏（美馬市 穴吹川）、新米が待ち遠しい（阿波市）、娘 大喜び（三好市 奥祖谷かずら橋）、激流にトライ!（三好市 大歩危峡）、ヤマモモがとれたよ（吉野川市）、ドイツ館でポーズ（鳴門市）、赤ちゃんふたり、ねえ、乗せてくれる?、いざ!竜宮城へ?、（美波町）、私たちが作りました（吉野川市）、これ 公衆電話です（美波町）、ウェル亀!（吉野川市） |
| 徳島のお遍路さん      | 後ろ姿にひかれて（勝浦町）、川の遍路道（吉野川市 川島町）、おさい銭の厄坂（美波町）、一番札所、かわいいお接待（鳴門市）、遍路小屋（阿南市） |
| 徳島にも降るんじょ!   | うだつの町に雪（美馬市 脇町）、雪の頂上をのぞむ、山頂 雪景色（剣山）、史跡公園 太古の冬（徳島市）、初心者も楽しいぞ!（三好市 井川町）、雪のかずら橋（三好市 西祖谷山村） |
| 仲間たちと徳島で      | ビッグスマイル!（三好市 大歩危峡）、ホーストレッキング（那賀町 丹生谷）、三味線 もちつき（美馬市 脇町）、遊山箱ステキでしょ（北島町）、天神祭り（美波町 由岐）、寒げいこ（徳島市）、橋の下でひと踊り（鳴門市）、コスモスと園児たち（阿南市）、笑顔のおもちつき（吉野川市）、かかしもウェルかめ（美波町）、みんなで竹ちくわ（鳴門市）、薬王寺で花見（美波町） |
| 阿波の光              | 西麻植駅の夕景（吉野川市 鴨島町）、日和佐八幡 秋まつり（美波町）、夜桜（勝浦町）、LEDでガンバレ徳島（阿南市）、まつりの夜、鯖大師本坊(さばだいしほんぼう)（海陽町） |
| わたしの吉野川        | 眉山と四国三郎（徳島市）、小島の潜水橋（美馬市）、孫のハゼ釣り、川の花火（徳島市）、中洲の潜水橋（阿波市 市場町）、渓流の彩（三好市 山城町）、ドーン・パープル（徳島市）、光の雨（美馬市）、上流の祖谷川にて（三好市）、夕暮れ（阿波市）、小島の潜水橋（美馬市）、満月の夜（徳島市） |
| 私のオススメ徳島      | 赤い丈六寺（徳島市）、巨樹めぐり（つるぎ町 一宇）、バイクで走破（剣山）、"低い"ことで有名です（徳島市 弁天山）、SL 四国三郎号、知らないの？徳島ラーメン（徳島市）、あじさいと風車（佐那河内村）、こなきじじいの"故郷"（三好市 山城町）、春の野焼き（三好市 塩塚高原）、赤羽根大師の大エノキ（つるぎ町 一宇）、レンコン畑を行く（鳴門市）、"世界一"のタヌキだ!（小松島市） |
| 背中は語る            | 踊り終えて･･･（徳島市）、ボクだけの散歩道（阿南市）、さあ!次のおたくへ（美馬市 脇町）、夏を惜しむ（美波町）、気分ソーカイ?（三好市 西祖谷山村）、行け!（美馬市 穴吹川） |
| 美しい徳島            | 春の吉野川（藍住町）、再会（美波町）、天空の花園（吉野川市 山川町）、夜空の華（阿南市）、初秋の奥祖谷（三好市 東祖谷）、満ちたりた夜（徳島市） |

エンディングではかめっ太が登場する。
エンディングの背景では月曜日から土曜日までの上下の背景が異なっている。
- 月曜日：黄色･ピンク色、線形は波線、「かめっ太」の字幕表示あり[注 2]。
- 火曜日：黄色･水色、線形は波線、「かめっ太」の字幕表示あり
- 水曜日：ピンク色･水色、線形は波線
- 木曜日：ピンク色･黄色、線形は直線、「かめっ太」の字幕表示あり
- 金曜日：水色･ピンク色、線形は直線
- 土曜日：水色･黄色、線形は直線

## 視聴率
初回視聴率は16.0%（ビデオリサーチ調べ、関東地区・世帯）で、2007年度上半期の『どんど晴れ』の14.9%に続いて、朝ドラの初回視聴率としては2番目に低い数値となった。また、関西地区では11.8%と、これまでで最低となった。
全話平均視聴率は13.5%、最終回の視聴率は13.3%であった。全話平均視聴率の13.5%は、2024年度下半期の『おむすび』の13.1%に更新されるまで歴代最低視聴率であった。

## 関連番組
いずれも総合での放送（BShiの番組は割愛）。
- 『阿波スペシャル「たっぷり見せます!ウェルかめの舞台裏」』（2009年6月26日・7月5日、徳島県内向け / 7月17日・8月23日、関西ローカル）
出演：桂七福、皆谷尚美
- 『連続テレビ小説「ウェルかめ」メイキング』（9月12日〈11日深夜〉 - 10月25日、随時スポットで全国放送）
出演：倉科カナ、石黒賢、羽田美智子、室井滋
- 『いよいよスタート いざ!大海原へ 〜ウェルかめ・メイキングスペシャル〜』（9月22日・9月25日〈26日深夜〉、全国放送（※9月26日深夜は、関西ローカルは除く） / 9月25日、関西ローカル）
- 『見どころたっぷり いざ!大海原へ 〜ウェルかめ・メイキングスペシャル〜』（10月4日、全国放送）
出演：倉科カナ、石黒賢、羽田美智子、大原光太郎、芦屋小雁、室井滋、益岡徹、坂井真紀、正名僕蔵、大東俊介、岩佐真悠子、田中こなつ、武田航平、桂三枝、相良敦子
- 『阿波スペシャル「たっぷり見せます!ウェルかめの舞台裏2 〜放送まであと3日 スペシャル〜」』（9月25日、徳島県内向け / 9月27日、四国ローカル）
出演：倉科カナ、大東俊介、武田航平、田中こなつ、未知やすえ
- 『あさってスタート! 連続テレビ小説「ウェルかめ」スペシャル』（9月26日、関西・四国ローカル）
出演：倉科カナ、羽田美智子、大東俊介、武田航平、田中こなつ
- 『阿波スペシャル「満員御礼!ウェルかめ・ザ・トーク」』（12月18日、徳島県内向け / 12月26日〈25日深夜〉、全国放送 ※関西ローカルは除く / 12月27日、四国ローカル / 12月31日、関西ローカル）[注 3]
出演：倉科カナ、武田航平、田中こなつ、正名僕蔵、未知やすえ、かめっ太
- 『ウェルかめ2010 新春増刊号!』（1月2日、全国放送）[注 4]
出演：倉科カナ、石黒賢、羽田美智子、芦屋小雁、室井滋、坂井真紀、正名僕蔵、レオナルド・ベヌッチ、武田航平、田中こなつ、未知やすえ、小酒井円葉

## 総集編スペシャル
2010年にいずれも総合で放送された。
| 放送回 | 放送日 | 放送時間    | サブタイトル |
| ------ | ------ | ----------- | ------------ |
| 前編   | 5月3日 | 8:20 - 9:48 | あの子の夢   |
| 後編   | 5月4日 | 8:20 - 9:48 | 夢のかたち   |

本編の選りすぐりの場面を集めた総集編に加え、倉科カナ、武田航平、田中こなつの3人が徳島県美波町を訪れ、地元の保育園児、小学生、中学生、ウミガメ館の学芸員にそれぞれの将来の"夢"を聞いたり、地元の人たちと阿波おどりを一緒に踊ったりする特別企画も放送される。
本作の本編までは、レターボックス14:9だったが、次作『ゲゲゲの女房』から完全地デジ化を踏まえてレターボックス16:9仕様となり、総集編も同様の仕様となった。

## 関連物

### ドラマガイド
- 『NHKドラマ・ガイド 連続テレビ小説 ウェルかめ』（NHK出版、ISBN 978-4-14-923553-0、2009年9月25日発売）

### ノベライズ
- 『連続テレビ小説 ウェルかめ（上）』（NHK出版、ISBN 978-4-14-005566-3、2009年9月30日発売）
- 『連続テレビ小説 ウェルかめ（下）』（NHK出版、ISBN 978-4-14-005567-0、2010年2月27日発売）

### CD
- 『NHK連続テレビ小説 オリジナルサウンドトラック「ウェルかめ」』（ポニーキャニオン PCCR-00490 2010年1月20日発売）
- 『BABY』（ポニーキャニオン PCCA-03170 2010年3月31日発売）[注 6]

### DVD
- 『NHK連続テレビ小説 ウェルかめ 総集編スペシャル』（NHKエンタープライズ NSDS-15112 2010年9月24日発売）

## スピンオフ小説
2010年12月22日から、主人公の波美と登場人物たちのその後を描いたスピンオフ小説が、WEB上で発表された。

## その他
- 2009年9月10日、『つばさ』のヒロイン、多部未華子が収録先のNHK大阪放送局を訪れて、朝ドラ恒例の新旧ヒロインバトンタッチセレモニーが行われた[22]。
- 12月31日、NHKホールで行われた『第60回NHK紅白歌合戦』で、aikoは本作の主題歌「あの子の夢」を披露。その際、倉科カナ、石黒賢、羽田美智子が応援ゲストとして駆けつけた。
- 総集編ではオープニングで主題歌が流れるが、本作ではエンディングで主題歌「あの子の夢」が流れた。
- 朝ドラ初のブログパーツを配布した。
- 関連商品は、ほかにテレフォンカード、図書カード、「かめっ太」ぬいぐるみキーチェーンなどがある。
- 放送終了12年後の2022年10月21日、NHK BSプレミアムで放送された『にっぽん縦断 こころ旅』1127日目で、ロケ地の笹見のムクノキが『ウェルかめ』の記念碑とともに紹介された[23]。

## バンクーバーオリンピック放送による放送時間変更
第19週から第22週にかけては、バンクーバーオリンピック放送の関係（競技中継、現地のスタジオから日本人メダリストの生出演など）で次のように時間変更された。
- 総合（再放送）
  - 2010年2月13日：14時25分 - 14時40分（開会式）
  - 2月15日：13時20分 - 13時35分（フィギュアスケート ペア・ショートプログラム）
  - 2月16日：13時27分 - 13時42分（スピードスケート 男子500m）
  - 2月17日：13時54分 - 14時9分（フィギュアスケート 男子シングル・ショートプログラム）
  - 2月18日：13時23分 - 13時38分（スノーボード 男子ハーフパイプ・決勝）
  - 2月20日：12時15分 - 12時30分（カーリング 女子予選リーグ 日本対イギリス）
  - 2月26日：14時35分 - 14時50分（フィギュアスケート 女子シングル・フリー&表彰式）
  - 3月1日：13時15分 - 13時30分（閉会式）

- BS2（本放送）
  - 2010年2月15日：7時55分 - 8時10分（スピードスケート 女子3000m）
  - 2月16日 - 2月19日・2月22日・2月23日・2月25日 - 2月27日：7時50分 - 8時5分（19日はスピードスケート 女子1000m）
  - 2月24日：8時15分 - 8時30分[注 7]（ノルディック複合 団体・後半 クロスカントリー）